# Europski dan sjećanja na žrtve totalitarnih i autoritarnih režima – nacizma, fašizma i komunizma
Europski dan sjećanja na žrtve totalitarnih i autoritarnih režima – nacizma, fašizma i komunizma, poznat i kao Dan crne vrpce, obilježava se 23. kolovoza kao spomendan u Republici Hrvatskoj i europski je dan sjećanja na žrtve totalitarnih diktatura u Europi u 20. stoljeću. Spomendan je uveden odlukom Hrvatskoga sabora, a slijedom Rezolucije Europskog parlamenta o europskoj savjesti i totalitarizmu od 2. travnja 2008. godine. Europski parlament je 19. rujna 2019. godine donio dodatnu Rezoluciju o važnosti europskog sjećanja za budućnost Europe o važnosti europskog sjećanja za budućnost Europe (2019/2819(RSP).

## Povijest
Spomendan potječe od Praške deklaracije o zločinima komunizma od 3. lipnja 2008., koju je, između ostalih, predložio i potpisao Vaclav Havel i brojni članovi Europskog parlamenta. Podsjeća na pakt Hitlera i Staljina.
Dana 23. kolovoza 1939. godine potpisan je njemačko-sovjetski pakt o nenapadanju, poznat kao Sporazum Molotov-Ribbentrop, kojim je postignut javni sporazum o nenapadanju i tajni sporazum o podjeli interesnih sfera u Istočnoj Europi. U slobodnom svijetu na taj dan organizirali su se prosvjedi pod nazivom Dan crne vrpce s ciljem upoznavanja svijeta o prikrivanju zločina.
Dana 23. rujna 2008. potpisana je izjava potpore od 409 članova Europskog parlamenta za uspostavu dana sjećanja. Potvrđen je točkom 15. Rezolucije Europskog parlamenta o europskoj savjesti i totalitarizmu od 2. travnja 2008. odlukom o proglašenju dana sjećanja na žrtve staljinizma i nacionalsocijalizma s 533 glasova (44 protiv i 33 suzdržanih).
U završnom dijelu Rezolucije pozvani su parlamenti i vlade svih država članica EU, država kandidatkinja za EU kao i zemalja povezanih s Europskom unijom, na usvajanje i provedbu te Rezolucije.
Parlamentarna skupština Vijeća Europe odlučno osuđuje teška kršenja ljudskih prava koja su počinili totalitarni komunistički režimi te izražava suosjećanje, razumijevanje i priznanje za žrtve tih zločina. Skupština vjeruje da žrtve zločina totalitarnih komunističkih režima koje su još žive, ili njihove obitelji, zaslužuju sućut, razumijevanje i priznavanje njihovih patnji i time Skupština poziva sve komunističke i post-komunističke stranke u svojim državama članicama, koje to još nisu učinile, da ponovno ocijene povijest komunizma i svoju vlastitu prošlost, da se jasno distanciraju od zločina totalitarnih komunističkih režima te da ih potpuno jasno osude.

## Hrvatska
Obilježavanjem Europskog dana sjećanja na žrtve svih totalitarnih i autoritarnih režima, Hrvatska se pridružila većini zemalja članica EU u kojima se, na preporuku Europskog parlamenta, potiče na promišljanje osjetljivih i kompleksnih pitanja zajedničke povijesti i njezina očuvanja kako bi sljedeće generacije mogle iz nje učiti i graditi suživot na temeljima demokracije i uvažavanja temeljnih prava.
Hrvatski sabor je 30. lipnja 2006. godine donio Deklaraciju o osudi zločina počinjenih tijekom totalitarnog komunističkog poretka u Hrvatskoj 1945. – 1990. (NN, 76/2006) u kojoj je navedeno da su totalitarni komunistički režimi bili, bez iznimke, označeni masovnim povredama ljudskih prava.
Europski je parlament u svojoj preporuci naglasio da svaka zemlja prilagodi vrijeme i način obilježavanja sjećanja na žrtve totalitarnih režima vlastitoj povijesti i tradiciji. Hrvatska se tako pridružila Estoniji, Latviji, Litvi, Sloveniji i Švedskoj obilježavanjem 23. kolovoza, Europskog dana sjećanja na žrtve totalitarnih i autoritarnih režima, dok osamnaest drugih članica obilježava 27. siječnja, Međunarodni dan sjećanja na žrtve holokausta.

## Dodatna rezolucija Europskog parlamenta iz rujna 2019.
Dana 19. rujna 2019. donesena je Rezolucija Europskog parlamenta od 19. rujna 2019. o važnosti europskog sjećanja za budućnost Europe o važnosti europskog sjećanja za budućnost Europe (2019/2819(RSP)). U njoj se podsjeća na suradnju nacista i komunista na početku II. svjetskog rata, ukazujući "da su prije 80 godina, 23. kolovoza 1939., komunistički Sovjetski Savez i nacistička Njemačka potpisali Ugovor o nenapadanju, poznat kao Pakt Molotov-Ribbentrop, i njegove tajne protokole u kojima su podijelili Europu i teritorije neovisnih država u sfere interesa između svoja dva totalitarna režima, otvorivši tako put za izbijanje Drugog svjetskog rata... da je, kao izravna posljedica pakta Molotov-Ribbentrop, uz nacističko-sovjetski Sporazum o prijateljstvu i demarkaciji koji je uslijedio 28. rujna 1939., Republiku Poljsku prvo napao Hitler, a dva tjedna kasnije i Staljin, čime je ta zemlja lišena neovisnosti, a poljski narod suočen s nezapamćenom tragedijom; te da je komunistički Sovjetski Savez 30. studenog 1939. započeo agresiju na Finsku, a u lipnju 1940. okupirao i pripojio dijelove Rumunjske (teritorije koji nisu nikad vraćeni) te pripojio nezavisne republike Litvu, Latviju i Estoniju ... da su nakon poraza nacističkog režima i završetka Drugog svjetskog rata neke europske zemlje mogle provesti obnovu i započeti proces pomirenja, dok su druge europske zemlje ostale pod diktaturom, a neke i pod izravnom sovjetskom okupacijom ili utjecajem, još pola stoljeća te su im sloboda, suverenitet, dostojanstvo, ljudska prava i društveno-gospodarski razvoj i dalje bili uskraćeni", te se "naglašava da je Drugi svjetski rat, najrazorniji rat u povijesti Europe, započeo kao neposredni rezultat zloglasnog nacističko-sovjetskog Sporazuma o nenapadanju od 23. kolovoza 1939., poznatog i kao Pakt Molotov-Ribbentrop, i njegovih tajnih protokola, u kojima su ta dva totalitarna režima sa zajedničkim ciljem osvajanja svijeta podijelila Europu u dvije zone utjecaja... podsjeća da su nacistički i komunistički režimi provodili masovna ubojstva, genocid, deportacije i doveli do nezapamćenih gubitaka života i slobode u 20. stoljeću u dotad neviđenim razmjerima u ljudskoj povijesti; najoštrije osuđuje djela agresije, zločine protiv čovječnosti i masovna kršenja ljudskih prava koje su počinili nacistički, komunistički i drugi totalitarni režimi". Rezolucija posebno osuđuje negiranje holokausta, širenje desničarskih idelogija i ksenofobije, ali također "tvrdi da je Rusija i dalje najveća žrtva komunističkog totalitarizma i da će njezin razvoj u demokratsku državu biti otežan sve dok vlada, politička elita i politička propaganda nastavljaju s umanjivanjem komunističkih zločina i veličanjem sovjetskog totalitarnog režima; stoga poziva sve dijelove ruskog društva da se suoče sa svojom tragičnom prošlošću...", pri čemu je Europski parlament "duboko zabrinut zbog nastojanja sadašnjeg ruskog vodstva da iskrivi povijesne činjenice i umanji zločine sovjetskog totalitarnog režima te ih smatra opasnom sastavnicom informacijskog rata koji se vodi protiv demokratske Europe s ciljem da se ona podijeli te stoga poziva Komisiju da se odlučno suprotstavi tim nastojanjima". Također se "izražava zabrinutost zbog kontinuirane upotrebe simbola totalitarnih režima u javnom prostoru i u komercijalne svrhe te podsjeća na to da je nekoliko europskih zemalja zabranilo upotrebu i nacističkih i komunističkih simbola", te "napominje da u javnim prostorima nekih država članica (parkovima, trgovima, ulicama itd.) i dalje postoje spomenici kojima se veličaju totalitarni režimi, što otvara put iskrivljivanju povijesnih činjenica o posljedicama Drugog svjetskog rata i propagiranju totalitarnog političkog sustava".

## Protivljenje Rusije
Prigodom javne prezentacije sovjetskog originala Pakta Ribbentrop-Molotov u kolovozu 2019. godine, Sergej Lavrov, ministar vanjskih poslova Ruske Federacije iznosi ocjenu “da je pod postojećim uvjetima, Sovjetski Savez bio prisiljen na sklapanje sporazume o nenapadanju s Njemačkom”.  “Postojeći uvjeti“ su se sastojali od nespremnosti zapadnih država da 1939. godine s totalitarnim Sovjetskim Savezom sklope vojni pakt protiv totalitarne Njemačke - nego naprotiv spremnost da s Hitlerom paktiraju, pokazanu u vrijeme Hitlerove aneksije Austrije u ožujku 1938. godine i kod sklapanja Münchenskog sporazuma u kolovozu 1938. godine, te potom mirnog promatranja kako Treći Reich komada Čehoslovačku u studenom 1938. godine. “Prisila“ pod kojom je djelovao Sovjetski Savez je - prema riječima Sergeja Lavrova, ali i prema javno izraženom stavu predsjednika Rusije Vladimira Putina i općenitom stavu vrha suvremene ruske države - obuhvaćala i sudjelovanje u agresiji i podjeli Poljske, agresiju i aneksiju Litve, Latvije, Estonije, te oružanu agresiju na Finsku i Rumunjsku i aneksiju dijelova tih zemalja prvih godina Drugog svjetskog rata; tj ostvarivanje teritorijalnih dobitaka od kojih se Sovjetski Savez poslije nije odrekao.
U prosincu 2019. godine, izrekao je predsjednik Rusije Vladimir Putin da se stavovi izraženi u Rezoluciji Europskog parlamenta od 19. rujna 2019. godine o važnosti europskog sjećanja za budućnost Europe ”ne temelje na ničem stvarnom”, štoviše javno je nazvao stavove Europskog parlamenta ”besramnom laži”.  
Valja opaziti da u samom tekstu te rezolucije Europski parlament posve otvoreno tvrdi "da je Rusija i dalje najveća žrtva komunističkog totalitarizma i da će njezin razvoj u demokratsku državu biti otežan sve dok vlada, politička elita i politička propaganda nastavljaju s umanjivanjem komunističkih zločina i veličanjem sovjetskog totalitarnog režima; stoga poziva sve dijelove ruskog društva da se suoče sa svojom tragičnom prošlošću" (toč. 15.).

## Vanjske poveznice
Mrežna mjesta
- Hrvatski sabor: "23. kolovoza - Europski dan sjećanja na žrtve svih totalitarnih i autoritarnih režima"  s dopusnicom (preuzeto 11. kolovoza 2011.)
- Rezolucija Europskog parlamenta od 19. rujna 2019. o važnosti europskog sjećanja za budućnost Europe (u svezi obilježavanja Europskog dana sjećanja na žrtve svih totalitarnih i autoritarnih režima)